# Døende slave
Døende slave er en skulptur af den italienske renaissancekunstner Michelangelo
Skulpturen er udhugget af marmor af høj kvalitet.
Oprindeligt er den lavet til Pave Julius 2.'s grav, men den nåede ikke at blive færdig. Den har menneskelige proportioner, og er anatomisk korrekt.
Aben symboliserer barrieren mellem abe og menneske, der er lige så stor som afstanden mellem menneske og gud

## Eksterne kilder og henvisninger
- Wikimedia Commons har flere filer relateret til Døende slave
- Yderligere information Arkiveret 8. april 2011 hos  Wayback Machine